# Целухово
Целухово (пол. Ciełuchowo, нім. Seeligau) — село в Польщі, у гміні Кікул Ліпновського повіту Куявсько-Поморського воєводства.
Населення — 375 осіб (2011).
У 1975-1998 роках село належало до Влоцлавського воєводства.

## Демографія
Демографічна структура станом на 31 березня 2011 року:
|          | Загалом | Допрацездатний вік | Працездатний вік | Постпрацездатний вік |
| -------- | ------- | ------------------ | ---------------- | -------------------- |
| Чоловіки | 188     | 58                 | 111              | 19                   |
| Жінки    | 187     | 46                 | 107              | 34                   |
| Разом    | 375     | 104                | 218              | 53                   |